# Caixin
Caixin Media (Chino simplificado: 财新传媒, chino tradicional: 財新傳媒; Pinyin: Cáixīn Chuánméi) es un grupo de medios chino con sede en Pekín conocido por hacer periodismo de investigación. Caixin significa "Noticias afortunadas" en chino.

## Estructura

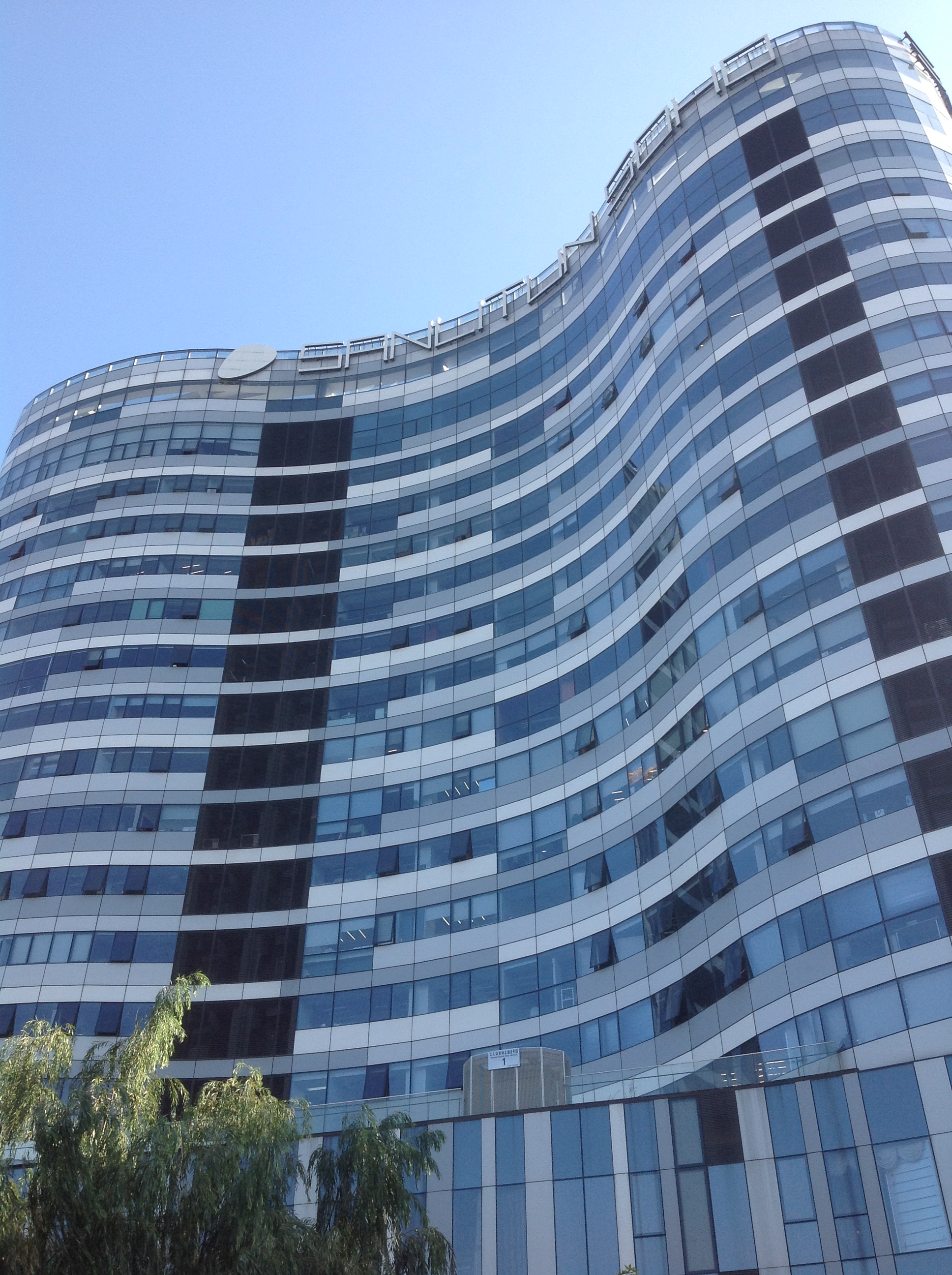
Sanlitun SOHO tiene la sede de Caixin.

El fundador y editor es Hu Shuli, ex becario Knight en periodismo por la Universidad Stanford y doctor honoris causa por la Universidad de Princeton. Anteriormente, Hu fundó la revista Caijing. Yang Daming actúa como editor adjunto y Wang Shuo es editor en jefe. El lado empresarial está dirigido por Zhang Lihui como presidente ejecutivo.
La sede se encuentra en Sanlitun SOHO (三里屯 SOHO) en el Distrito de Chaoyang (Pekín). También hay oficinas en el Xuhui, Shanghai y Quarry Bay, Hong Kong.

### Caixin Insight
Caixin Insight Group es la rama que gestiona datos e inteligencia de Caixin con Gao Erji como presidente ejecutivo. Establecida en 2015, proporciona productos de datos financieros a inversores institucionales chinos. Como empresa hermana de Caixin Media, Caixin Insight Group se centra en proporcionar a las empresas chinas bases de datos financieras, investigación macroeconómica, análisis de big data, índices beta inteligentes y servicios de consultoría estratégica.
El PMI de Caixin China, es uno de los índices económicos más buscados de China, y se publica mensualmente por IHS Markit. Los observadores del mercado y los medios de comunicación lo citan a menudo. Caixin Media asumió el patrocinio del PMI de China de Markit de HSBC en 2015, y el equipo de investigación de Caixin Insight proporciona análisis para realizar el índice.

### Caixin Global
Caixin lanzó un sencillo sitio de noticias en inglés llamado "Caixin Online" en 2010, traduciendo algunas de sus historias del chino cada día para lectores extranjeros. En 2016, amplió enormemente esa presencia con el establecimiento de una empresa separada llamada Caixin Global, con Hu Shuli como director ejecutivo y Li Xin como director general. Incluía una nueva aplicación de noticias en inglés, un nuevo sitio web en inglés (www.caixinglobal.com) actualizado desde Caixin Online y una gama de servicios de inteligencia empresarial personalizados bajo el estandarte de Caixin Global Intelligence.
En abril de 2018, Caixin Global y CITIC Capital adquirieron conjuntamente la unidad de información comercial internacional de la británica Euromoney por 180,5 millones de dólares, lo que supuso una de las mayores compras en el extranjero realizadas por una empresa de medios de comunicación china. La unidad, Global Market Intelligence Division (GMID), era un proveedor de información y datos financieros globales en más de 15 idiomas, con un enfoque en los mercados emergentes. Las dos unidades principales de GMID son CEIC y EMIS.

## Historia

### Salida de la revista Caijing
Caixin Media se estableció en enero de 2010, creada después de la salida de Hu Shuli y la mayoría de los editores y reporteros de la revista Caijing en noviembre de 2009. El personal original de Caixin Media está compuesto en su totalidad por empleados de Caijing.
Caijing es una revista de noticias financieras. Fue fundada por Hu Shuli en 1998 y administrada por el Consejo Ejecutivo de la Bolsa de Valores (SEEC), cuyo presidente es Wang Boming. La capacidad de la revista para ampliar los límites en la cobertura de noticias depende en gran medida de la protección política brindada por la SEEC, su bien conectado patrocinador.
En noviembre de 2009, Hu Shuli dimitió de Caijing junto con gran parte de los periodistas de Caijing después de semanas de conflictos con el regulador de Caijing por cuestiones que incluían "la cobertura de delicadas historias de actualidad". La revista era conocida por sus reportajes de investigación y sus artículos comerciales en profundidad; pero su patrocinador, según los empleados que se marcharon, quería que "se alejara del periodismo de investigación hacia una cobertura directa de los negocios, al estilo de Fortune ". La presión para centrarse en las finanzas había aumentado sustancialmente desde la explosión de la violencia étnica en Xinjiang en julio de 2009; Los reporteros de Caijing recibieron órdenes de SEEC para eliminar historias delicadas, a pesar de las promesas de SEEC de no interferir en la toma de decisiones editoriales. Además, también hubo disputas sobre salarios.
Jeremy Goldkorn, fundador y editor de Danwei, un blog centrado en China, calificó la salida de Hu de Caijing como "una gran pérdida para SEEC". "Nadie se tomará a Caijing en serio ahora", dijo. "Hu Shuli es casi la mitad de la marca, si no más".

### Establecimiento de Caixin
Dos meses después de separarse de Caijing, Hu Shuli estableció Caixin Media y se convirtió en el editor ejecutivo de una nueva publicación llamada Caixin Weekly.
Caixin Media tenía inversiones de varias fuentes. Hu consiguió una inversión de 40 millones de yuanes del Zhejiang Daily Press Group, el conglomerado de periódicos de propiedad estatal, por una participación del 40 por ciento en Caixin. Zhejiang Daily había buscado vender una participación del 19,77 por ciento en Caixin por 56 millones de yuanes en 2011, pero luego retiró la venta. En julio de 2012, Hu ganó otra oportunidad cuando Tencent, una de las firmas de Internet más grandes de China, se convirtió en el accionista más nuevo de Caixin con una cantidad no revelada de acciones. En diciembre de 2013, China Media Capital (CMC), una de las principales plataformas de inversión y operación de China en medios y entretenimiento, Internet y dispositivos móviles, y estilo de vida, dijo que había comprado una participación del 40% en Caixin Media de Zhejiang Daily Press Group, convirtiéndose así en el mayor accionista. Li Ruigang, presidente de CMC, dijo: "Mi fondo y yo estamos muy honrados de formar parte de Caixin"; "Nuestro objetivo común es construir una plataforma de medios financieros con sede en China con influencias internacionales".

### Introducción de paywall
Caixin Media inicialmente ofreció contenido de su sitio web, caixin.com, y su aplicación móvil de forma gratuita, pero cobró por la versión electrónica de su revista. El 6 de noviembre de 2017, creó un muro de pago para caixin.com, convirtiéndose en la primera publicación china importante en colocar la mayor parte de su contenido en línea tras un muro de pago.
La introducción del muro de pago fue parte de los esfuerzos de Caixin por proteger el contenido de la infracción de derechos de autor y aumentar los ingresos. En mayo de 2018, Hu Shuli, en un discurso a los estudiantes de la Universidad Renmin de China, dijo que muchos lectores se habían suscrito desde que comenzaron las pruebas del modelo de muro de pago en 2016, lo que demuestra que el mercado tuvo una respuesta positiva al modelo de muro de pago.
En una entrevista en noviembre de 2018, un año después de la introducción del muro de pago, Hu Shuli dijo que Caixin tenía más de 200.000 suscriptores digitales anuales. El sitio web en chino de Caixin, caixin.com, recibe aproximadamente 130 millones de visitas al mes de 50 millones de visitantes únicos. Hu dijo que el número de lectores ha aumentado constantemente.

## Acontecimientos notables
El 7 de marzo de 2016, Caixin publicó un artículo que criticó a la Administración del Ciberespacio de la República Popular China por eliminar un artículo de su web china. El razonamiento dado para la orden de retirada fue "contenido ilegal". El artículo censurado, publicado originalmente el 3 de marzo, trataba sobre Jiang Hong, miembro de la CCPPCh, quien dijo que los asesores deberían tener "libertad para dar sugerencias al Partido Comunista de China y a las agencias gubernamentales sobre cuestiones económicas, políticas, culturales y sociales". Exponer públicamente tal censura se consideraba muy inusual en China, y Caixin se refirió deliberadamente a la CAC como "un órgano de censura del gobierno".
El 11 de noviembre de 2018, la reportera de Caixin, Zhou Chen, fue acosada por la policía en su habitación de hotel mientras realizaba un viaje para investigar una fuga petroquímica en Quanzhou que afectó a más de 50 personas. El incidente provocó indignación en las redes sociales y una disculpa de la policía local.
El 27 de marzo de 2020, surgieron dudas sobre la precisión de los datos chinos relacionados con el número oficial de muertos de 2.535 en Wuhan cuando Caixin publicó fotos de un camión que descargaba 2.500 urnas funerarias en cajas que llegaban de la funeraria Hankou y otras 3.500 urnas funerarias en cajas dentro de la sala de acceso a Jingya.